# Barrage de Sidi M'hamed Ben Aouda
Le barrage Sidi M'hamed Ben Aouda est situé à trois kilomètres au sud du village de même nom dans la Wilaya de Relizane, a pour but de stocker les eaux de l’Oued Mina, affluent de l'Oued Chelif.
Le bassin versant régularisé par le barrage de SMBA est de 4 990 km2 (6 190 km2 pour l'ensemble Bakkadha et SMBA) permet un apport moyen inter-annuel compris entre 100 et 300 millions de mètres cubes. La capacité de la retenue à la côte de retenue normale de 180 NGA est de 241 millions de mètres cubes.
Il est destine à l'alimentation en eau potable des villes de Sidi M'hamed Ben Aouda, Bendaoud et Relizane et à l'irrigation du périmètre de la Mina.